# 金牛座75
金牛座75，又名BD+16 605，HD 28292、SAO 93950、HR 1407，是金牛座的一颗恒星，视星等为4.97，位于銀經179.9，銀緯-21.75，其B1900.0坐标为赤經4h 22m 43.3s，赤緯+16° -21.75′ 10″。